# 坎菲爾德
坎菲爾德（Canefield）是加勒比海島國多米尼克西海岸的一座城鎮，行政上由聖保羅區（最大城镇）负责管辖，位於羅索以北和馬薩克雷以南，俯瞰普林格爾灣，2001年人口2,803人。该地为哈里斯塗料多米尼克有限公司工業區，耶和華見證人分支以及該島第二機場坎菲爾德機場的所在地。鄰近聚居地包括Cochrane、Checkhall、馬薩克雷和Fond Colé。

## 外部連結
- 坎菲爾德照片（页面存档备份，存于）